# Lao-Zhuang-Schule
Die Lao-Zhuang-Schule (chinesisch 老莊學派 / 老庄学派, Pinyin Lǎo-Zhuāng xuépài, W.-G. Lao-Chuang hsüeh-p‘ai) ist die repräsentativste Schule des Daoismus. Zu ihren Hauptschriften zählen die Werke Laozi und Zhuangzi. Die Lehre, die aus diesen beiden Werken hervorging, wird auch Lao-Zhuang-Schule genannt. Von beiden wird der  Weg (道,  dào) als fundamentales Prinzip verstanden und das Gesetz der Spontaneität und Regierung durch Nichthandeln (無為 / 无为,  wúwéi) vertreten. Zhuang übernahm und entwickelte die Lehre des Lao. Er legte größere Betonung auf spontanen Wandel und Transformationen und die Relativität der Dinge.